# Mosby Station
Mosby Station (Mosby stasjon) var en jernbanestation på Sørlandsbanen, der lå i Mosby i Kristiansand kommune i Norge. Stationen åbnede 18. november 1895 som en del af den smalsporede Setesdalsbanen fra Kristiansand til Byglandsfjord. Stationens bygninger blev tegnet af Paul Due.
Mosby havde billetkontor, ventesal og afdeling for gods samt et eget das. På første sal i stationsbygningen var der tjenestebolig for stationsmesteren med to værelser, køkken og forrådskammer. I modsætning til de øvrige stationsbygninger blev Mosby Station udstyret med en særlig ventesal for kvinder, formentlig fordi stationen blev benyttet af de mange kvinder, der arbejdede på Høie Fabrikker, og fordi Mosby var et udflugtsmål for det bedre borgerskab i Kristiansand.
I 1912 blev der opført et særskilt pakhus. Stationsbygningen fik isat vinduer ud mod sporet, og taget blev forhøjet. I 1938 blev stationen en del af Sørlandsbanen, da denne blev forlænget til Kristiansand. Mosby blev nedgraderet til trinbræt 17. oktober 1988 og nedlagt 28. maj 1989. Den blev imidlertid genoprettet 19. august 1991 for atter at blive nedlagt 15. august 1995. Stationsbygningen bruges i dag til forretninger og er fredet udvendigt.